# Fireball (singel B’z)
FIREBALL – dwudziesty pierwszy singel japońskiego zespołu B’z, wydany 5 maja 1997 roku. Osiągnął 1 pozycję w rankingu Oricon i pozostał na liście przez 11 tygodni, sprzedał się w nakładzie 754 950 egzemplarzy. Singel zdobył status płyty Milion.
Utwór tytułowy został wykorzystany w reklamie PN (jap. ピエヌ) firmy Shiseido.

## Lista utworów
| Nr | Tytuł                                    | Czas |
| -- | ---------------------------------------- | ---- |
| 1. | „FIREBALL”                               | 4:15 |
| 2. | „Kanashiki dreamer” (jap. 哀しきdreamer) | 3:21 |

## Muzycy
- Tak Matsumoto: gitara, kompozycja i aranżacja utworów
- Kōshi Inaba: wokal, teksty utworów, aranżacja
- Hideo Yamaki: perkusja

## Notowania
| Lista                                  | Pozycja |
| -------------------------------------- | ------- |
| Oricon Weekly Singles Chart            | 1       |
| Oricon Monthly Singles Chart           | 1       |
| Oricon Yearly Singles Chart (rok 1997) | 24      |